# گرینویل (میشیگان)
گرینویل، میشیگان (به انگلیسی: Greenville, Michigan) یک شهر در ایالات متحده آمریکا با جمعیت ۸٬۴۸۱ نفر است که در میشیگان واقع شده‌است.

## موقعیت جغرافیایی
موقعیت جغرافیایی شهرها و مناطق اطراف به شرح زیر است: